# Zeno Diegelmann

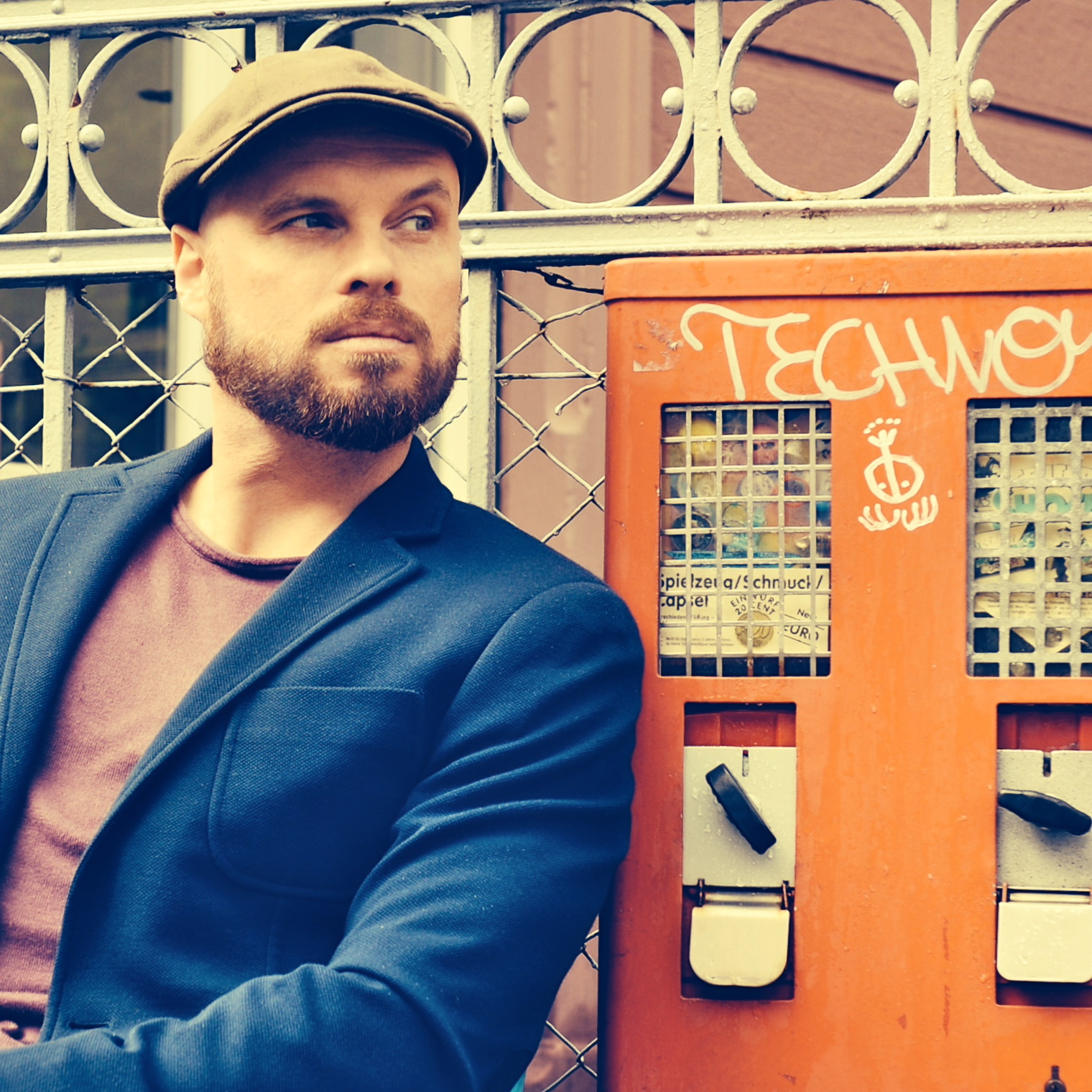
Zeno Diegelmann, alias Tim Boltz (2014)

Zeno Diegelmann (alias Tim Boltz) (* 30. Dezember 1974 in Fulda) ist ein deutscher Schriftsteller und Literatur-Comedian.

## Leben
Zeno Diegelmann absolvierte in Florida ein Sprachstudium und nahm Schauspielunterricht. Nach seinem Studium arbeitete er als Redakteur und schrieb unter anderem das Libretto zu Bonifatius – Das Musical, das vom Publikum zum Musical des Jahres 2005 gekürt wurde. Es folgten Wiederaufnahmen in den Jahren 2005, 2006 und 2010, sowie anlässlich des 1.275-jährigen Stadtjubiläum Fuldas erstmals als Open-Air vor dem Fuldaer Dom im Jahr 2019 mit über 30.000 Zuschauern. Vom 22. bis 31. August 2024 wurde das Stück an mehreren Tagen vor über 50.000 Besuchern aufgeführt. Unterstützt wurde die Cast dabei von den Kölnern Symphonikern unter der Leitung von Inga Hilsberg und einem großen Chor. Die Inszenierung 2025 stellte gleichzeitig die größte Musicalinszenierung Deutschlands in diesem Jahre dar. Im Jahr 2006 veröffentlichte Diegelmann schließlich seinen Debütroman, den Krimi Der Vierte Codex. 2009 erschien sein zweites Werk In Gottes Hand.
2013 folgte als weiterer Krimi Rhönblut. Mit Finsterhain erschien im Sommer 2014 der zweite und im Spätherbst 2015 mit Kaltengrund der dritte Teil der Kommissar-Seeberg-Reihe.
Unter dem Pseudonym Tim Boltz veröffentlichte Diegelmann im September 2011 den Comedyroman Weichei und 2012 sowie 2013 die Fortsetzungen Nasenduscher und Linksträger. Mit der 2015 erschienenen romantischen Komödie Sieben beste Tage schrieb Diegelmann eine Hommage an die 1980er Jahre. Im Frühjahr 2017 folgte der Road-Trip-Roman Fernverkehr und 2019 das biografisch inspirierte Werk Zonenrandkind, dass sich u. a. auf Platz 1 der Kindle-Bestsellerliste (Humor) platzierte. Zusammen mit der TV-Moderatorin Jule Gölsdorf verfasste er außerdem das humoristische Sachbuch Harn aber herzlich. 2023 schrieb der Autor sein erstes Kinderbuch, dass er zusammen mit der Momo-Darstellerin und Schauspielerin Radost Bokel unter dem Titel Lammanda und der Regenbogenpups herausbrachte. Mit einigen Passagen aus seinen Büchern sowie neu verfassten Texten und Gedichten tourt Diegelmann mit seinen Bühnenprogrammen als ‚Literatur-Comedian‘ durch Deutschland, Österreich und die Schweiz. Dazu steht er in diversen TV-Formaten wie dem NDR Comedy Club neben Kollegen wie Atze Schröder oder Florian Schroeder auf der Bühne.
Von 2016 bis 2019 moderierte er gemeinsam mit Radio-Moderator Matthias ‚Matze‘ Milberg den Podcast RoteBar. Seit Herbst 2020 moderiert Diegelmann zusammen mit Michael „Shaggy“ Schwarz den erfolgreichen Truecrimepodcast Mörderische Heimat.
Unter dem Pseudonym Chris Kind schrieb er außerdem den Comedy-Weihnachtsratgeber Oh, Pannenbaum, der sich in der Spiegel-Bestsellerliste platzierte.
Im September 2020 initiierte er in Frankfurt den deutschlandweit einzigartigen Event „Die schnelle Nummer – Kleinkunst im Bordell“, um auf die Probleme der Künstler und Prostituierten zu Coronazeiten aufmerksam zu machen. Hier konnten Künstler aus verschiedenen Bereichen in den verwaisten Zimmern eines Laufhauses einen 15-minütigen Ausschnitt ihres Schaffens präsentieren.
Als bekennender Eintracht-Frankfurt-Fan ist Tim Boltz auch als Talkgast bei dem deutschen Fernsehsender Sport1 in Formaten wie dem bekannten Doppelpass-Fußballstammtisch und im Fantalk zur UEFA Champions League mit Moderator Thomas Helmer, sowie Ex-Profis wie Mario Basler, Uli Stein oder Kulttrainer Peter Neururer zu sehen.
Diegelmann lebt und arbeitet in Frankfurt am Main.

## Werke
Libretto
- 2004: Bonifatius – Das Musical (Uraufführung)
- 2005, 2006 und 2010: Wiederaufnahme Schlosstheater Fulda
- 2019, 2024: Wiederaufnahme als Open-Air vor dem Fuldaer Dom

Krimis / Thriller
- 2006: Der Vierte Codex, Fulda: Parzeller Verlag, ISBN 978-3-7900-0383-3.
- 2009: In Gottes Hand, Fulda: Parzeller Verlag, ISBN 978-3-7900-0416-8.
- 2013: Rhönblut, Berlin: Aufbau Taschenbuch, ISBN 978-3-7466-3004-5
- 2014: Finsterhain, Berlin: Aufbau Taschenbuch, ISBN 978-3-7466-2628-4
- 2015: Kaltengrund, Berlin: Aufbau Taschenbuch, ISBN 978-3-7466-3187-5

Sachbuch
- 2010: Kaffee, Kunst und Klostermauern: Gäste, Bürger und Persönlichkeiten über ihre Lieblingsorte in Fulda, Fulda: Parzeller Verlag, ISBN 978-3-7900-0430-4.

als Tim Boltz
- 2011: Weichei, München: Goldmann, ISBN 978-3-442-47536-0
- 2012: Nasenduscher, München: Goldmann, ISBN 978-3-442-47770-8
- 2013: Linksträger, München: Goldmann, ISBN 978-3-442-47939-9
- 2015: Sieben Beste Tage, München: Piper, ISBN 978-3-492-06008-0
- 2015: Harn aber herzlich (Alles über ein dringendes Bedürfnis) mit Jule Gölsdorf, München: Piper Taschenbuch, ISBN 978-3-492-30759-8
- 2016: Folyo Ügyek (ung. Übersetzung von ‚Harn aber herzlich‘), Budapest: Kossuth, ISBN 978-963-09-8535-2
- 2016: Sieben beste Tage, Taschenbuchausgabe, München: Piper, ISBN 978-3-492-30910-3
- 2017: Fernverkehr, München: Goldmann, ISBN 978-3-442-48520-8
- 2019: Zonenrandkind, München: Tinte & Feder, ISBN 978-2-91980-574-7
- 2020: Reime & Gedichte, Hamburg: tredition, ISBN 978-3-347-03844-8
- 2020: Noch mehr Reime & Gedichte, Hamburg: tredition, ISBN 978-3-347-03873-8
- 2022: Das Beste aus Reime & Gedichte, Hamburg: tredition, ISBN 978-3-347-58124-1
- 2023: Lammanda und der Regenbogenpups, Bindlach: Loewe, ISBN 978-3-7432-1370-8

als Chris Kind
- 2013: Oh, Pannenbaum, München: Piper Taschenbuch, ISBN 978-3-492-30436-8
- 2013: Die Weihnachtsbowle (Kurzgeschichte), in: Gisa Pauly (Hg.): Schöne Bescherung, München: Piper Taschenbuch, ISBN 978-3-492-30423-8

## Bühnenprogramme
- Wenn Bengel reisen (Kabarettistische Wort- und Liedkunst mit Multiinstrumentalist Harry Strupp)
- Buenos Dias Frankfurt (Ein kabarettistischer Retro-Diaabend im Zeichen des Mettigels)
- Nur noch Restkarten (Kabarettistische Wort- und Liedkunst mit Multiinstrumentalist Harry Strupp)
- Reden ist Silber, Schreiben ist Gold (Warum es als Mann grundsätzlich besser ist die Klappe zu halten)
- Rüden haben kurze Beine (Warum Männer so schlechte Lügner sind und Frauen Schuld daran haben)
- Oh Pannenbaum (Der etwas andere Weihnachtsabend)
- Unglaublich.Lustig. (Mixed Show mit Lars Ruth und Boris Meinzer)

## Hörbücher & CDs
- Reden ist Silber, Schreiben ist Gold, Live-CD, München, ABOD Verlag, ISBN 978-3-95471-557-2
- Rüden haben kurze Beine, Live-CD, München, ABOD Verlag, ISBN 978-3-95471-501-5
- Weichei Hörbuch, München, ABOD Verlag, ISBN 978-3-95471-098-0
- Nasenduscher Hörbuch, München, ABOD Verlag, ISBN 978-3-95471-097-3
- Linksträger Hörbuch, München, ABOD Verlag, ISBN 978-3-95471-099-7
- Oh Pannenbaum Hörbuch, München, ABOD Verlag, ISBN 978-3-95471-198-7
- Sieben beste Tage Hörbuch, gelesen von Ingo Naujoks, München, audio media verlag, ISBN 978-3-86804-432-4
- Zonenrandkind Hörbuch, Exklusiv bei Audible

## Moderation
- 2016–2019 Rote Bar Podcast, Unterhaltungspodcast mit Co-Moderator Matthias Milberg
- 2019 Quiz des Tages, Unterhaltungsformat für Amazon-Echo und Alexa
- Seit 2020 Mörderische Heimat, Kriminalpodcast mit Co-Moderator Michael „Shaggy“ Schwarz und Co-Moderatorin Lisa Cardinale
- 2023 SCHATTEN DER VERGANGENHEIT – Der Fall Kai Uwe Beck, Fünfteilige Truecrime-Podcastreportage
- 2024 SCHIKANE – Leben zwischen Vollgas und Totalschaden, Zweiteiliges Pocdastgespräch mit Cora Schumacher

## Auszeichnungen
- 2005 Preisträger für das beste Musical des Jahres 2005 Bonifatius – Das Musical
- 2016 Kleinkunstpreis Lüdenscheider Lüsterklemme (2. Platz, Publikumspreis für Rüden haben kurze Beine)
- 2016 Kleinkunstpreis des Ruhrgebiets Goldene Lore (1. Jurypreis ‚Bestes Live-Programm‘)
- 2020 NDR Comedy Contest (Nonsensegedichte)